# Colombia Punto Rojo
La Colombia Punto Rojo, o simplemente Punto Rojo, es una variedad de cannabis de dominancia sativa, caracterizada por su alto contenido de THC.
El cannabis fue importado a Colombia desde África en el siglo XVIII. La cepa Punto Rojo es originaria de las zonas altas del centro y norte del país, y se popularizó en toda Sudamérica y en los Estados Unidos durante la década de los 70 y 80. En aquella época, la Colombia Punto Rojo fue importada a Chile y fue mezclada con las variedades nativas para dar con una nueva cepa llamada Chilombiana. La Chilombiana fue ampliamente plantada en el Valle del Aconcagua y acaparó el mercado negro de la droga en el país hasta que en los 90 fue sustituida por la marihuana prensada.
Al igual que otras variedades autóctonas de las áreas tropicales, la Punto Rojo tiende al hermafroditismo.

## Características
El cogollo de la Punto Rojo es comparativamente más alargado que el de otras variedades, cubierto de un tacto pegajoso por la resina. El color rojo-púrpura de sus estigmas le da su nombre. Otras características notables son:
Características del cultivo:
- Plantación: exterior e interior
- Periodo de floración: 12-22 semanas (larga)
- Resistencia a enfermedades y moho
- Resistencia al frío

Características de la planta:
- Hibridación cannábica: 20% índica - 80% sativa
- THC: 20 - 23%